# Platina-198
Platina-198 of 198Pt is een stabiele isotoop van platina, een overgangsmetaal. Het is een van de vijf stabiele isotopen van het element, naast platina-192, platina-194, platina-195 en platina-196. De abundantie op Aarde bedraagt 7,163%. Daarnaast komt ook de langlevende radio-isotoop platina-190 op Aarde voor.
Platina-198 kan ontstaan door radioactief verval van iridium-198.
{\displaystyle {\ce {{^{198}_{77}Ir}->{^{198}_{78}Pt}+{e^{-}}+{\bar {\nu }}_{e}}}}
166Pt · 167Pt · 168Pt · 169Pt · 170Pt · 171Pt · 172Pt · 173Pt · 174Pt · 175Pt · 176Pt · 177Pt · 177mPt · 178Pt · 179Pt · 180Pt · 181Pt · 182Pt · 183Pt · 183m1Pt · 183m2Pt · 184Pt · 184mPt · 185Pt · 185mPt · 186Pt · 187Pt · 188Pt · 189Pt · 189m1Pt · 189m2Pt · 190Pt · 191Pt · 191m1Pt · 191m2Pt · 192Pt · 193Pt · 193mPt · 194Pt · 195Pt · 195mPt · 196Pt · 197Pt · 197mPt · 198Pt · 199Pt · 199mPt · 200Pt · 201Pt · 202Pt · 203Pt · 204Pt · 205Pt · 206Pt · 207Pt · 208Pt